# Éric Boyer
Éric Boyer (Choisy-le-Roi, 2 dicembre 1963) è un ex ciclista su strada e dirigente sportivo francese.
Professionista tra il 1985 ed il 1995, vinse tre tappe al Giro d'Italia.

## Carriera
Le principali vittorie da professionista furono il Grand Prix d'Antibes e il Grand Prix de la Ville de Rennes nel 1986, una tappa al Grand Prix du Midi Libre e una tappa al Tour de l'Avenir nel 1987, due tappe al Giro d'Italia 1990, una tappa al Giro d'Italia 1991, una tappa al Tour de Suisse e una tappa e la classifica generale del Tour du Limousin nel 1992, una tappa e la classifica generale della Route du Sud nel 1993. Partecipò a otto edizioni del Tour de France, tre del Giro d'Italia, una della Vuelta a España e un campionato del mondo. Vestì per un giorno la maglia rosa al Giro d'Italia 1991. Dal 2005 al 2012 è stato manager della Cofidis.

## Palmarès
- 1986

Grand Prix d'Antibes
Grand Prix de la Ville de Rennes
- 1987

2ª tappa Grand Prix du Midi Libre (Pont-Saint-Esprit > Mende)
9ª tappa Tour de l'Avenir
- 1990

12ª tappa Giro d'Italia (Brescia > Baselga di Piné)
15ª tappa Giro d'Italia (Velden am Wörther See > Dobbiaco)
- 1991

4ª tappa Giro d'Italia (Sorrento > Sorrento)
- 1992

8ª tappa Tour de Suisse (Chiasso > La Punt)
1ª tappa Tour du Limousin (Saint-Yrieix > Saint-Yrieix)
Classifica generale Tour du Limousin
- 1993

2ª tappa Route du Sud (Saint-Gaudens > Luz-Ardiden)
Classifica generale Route du Sud

## Altri successi
- 1988

Criterium di Meymac
- 1990

Criterium di Castillon-la-Bataille

## Piazzamenti

### Grandi giri
- Giro d'Italia

1990: 23º
1991: 6º
1995: 69º
- Tour de France

1986: 98º
1988: 5º
1989: ritirato (non partito 13ª tappa)
1990: 19º
1991: 38º
1992: 12º
1993: 63º
1995: ritirato (16ª tappa)
- Vuelta a España

1986: 40º

### Classiche
- Milano-Sanremo

1987: 43º
1989: 57º
1992: 46º
- Giro delle Fiandre

1988: 19º
- Liegi-Bastogne-Liegi

1987: 26º
1988: 20º
1989: 28º
- Giro di Lombardia

1987: 4º

### Competizioni mondiali
- Campionati del mondo

Benidorm 1992 - In linea: 41º